# Sal e Luz (álbum de Nani Azevedo)
Sal e Luz é o oitavo álbum do cantor Nani Azevedo, lançado em 2017 pela Central Gospel Music.
O álbum foi produzido por Jeziel Assunção.

## Faixas
1. Casa de Avivamento
2. Deus Proverá
3. Sal e Luz
4. Palco ou Altar
5. Em Meio à Crise
6. Voz de Deus
7. Me Faz Chorar
8. Maranata
9. Todo o Domínio
10. Alfa e Ômega

## Clipes
| Música             | Lançamento             |
| ------------------ | ---------------------- |
| Deus Proverá       | 3 de novembro de 2018  |
| Em Meio à Crise    | 19 de janeiro de 2018  |
| Palco ou Altar     | 6 de abril de 2018     |
| Sal e Luz          | 6 de setembro de 2018  |
| Casa de Avivamento | 18 de novembro de 2018 |